# Josef Peintner
Josef Peintner (* 19. Februar 1901 in Lustenau; † 30. August 1979 ebenda) war ein österreichischer Politiker (ÖVP) und Kaufmann. Er war von 1945 bis 1949 Abgeordneter zum Vorarlberger Landtag.

## Ausbildung und Beruf
Peintner besuchte die Volksschule in Lustenau und absolvierte danach von 1915 bis 1917 die Handelsschule Lustenau. Er arbeitete von 1917 bis 1919 als Praktikant bei der Gemeinde Wolfurt und trat 1919 in den Dienst der Gemeinde Lustenau, wo er bis Jänner 1934 als Angestellter, später als Beamter, Buchhalter und Kommunalverwalter beschäftigt war. Er wurde danach im Februar 1934 Regierungskommissär und Bürgermeister der Marktgemeinde Lustenau und blieb dies bis März 1938. Nach der Machtübernahme der Nationalsozialisten arbeitete er von April 1938 bis September 1938 als Buchhalter beim Sägewerk Waibel, bevor er im September 1938 aus politischen Gründen verhaftet und bis April 1940 gefangen gehalten wurde. Nach seiner Entlassung wurde er im Frühjahr 1940 Prokurist der Stickerei Böhi und Jussel, bevor er von Februar 1943 bis Mai 1945 zum Kriegsdienst im Zweiten Weltkrieg verpflichtet wurde. Er war nach seiner Rückkehr von 1945 bis 1947 Geschäftsführer der Firma C. Lang & Co. in Altach und übernahm danach mit seinem Bruder die Klöppelfabrik Hämmerle; 1968 übergab er den Betrieb seinem Sohn.

## Politik und Funktionen
Peintner war in der Zwischenkriegszeit Mitglied der Christlichsozialen Partei und ab 1925 Sportwart des katholischen Rheingaues. Er fungierte zwischen 1928 und 1935 als Leiter des Leichtathletikausschusses des Vorarlberger Fußballverbandes, war von 1935 bis 1938 Landessportkommissär für Vorarlberg und Mitglied des SC Austria Lustenau und der Turnerschaft Lustenau. Peintner, auf dessen Wohnhaus im Jänner 1934 zwei Sprengstoffanschläge verübt worden waren, war zwischen Februar und November 1934 Regierungskommissär für Lustenau  und danach vom 12. November 1934 bis zum 12. März 1938 Bürgermeister. Er wurde Mitglied der Vaterländischen Front und noch in der Nacht des Anschlusses verhaftet und für 23 Tage in „Schutzhaft“ genommen. Im September 1938 wurde er neuerlich verhaftet und für 20 Monate in das KZ Buchenwald deportiert.
Nach dem Zweiten Weltkrieg wurde er Mitglied der ÖVP und des Wirtschaftsbundes, wobei er als stellvertretender Obmann der ÖVP Ortsgruppe Lustenau und als Obmann des Wirtschaftsbundes Lustenau sowie dessen Bezirksobmann von Feldkirch wirkte. Er war des Weiteren Obmann des Verbandes der Vorarlberger Klöppelspitzenindustrie und vertrat die Volkspartei vom 11. Dezember 1945 bis zum 24. Oktober 1949 im Landtag. Zudem war er Gemeinderat in Lustenau.

## Privates
Peintner war der Sohn des Gendarmeriebeamten Johann Peintner (1865–1949) aus Obertilliach und dessen Gattin Franziska, geborene Jussel. Er heiratete am 4. Oktober 1926 Anna Kremmel (1902–1975) und wurde Vater von einer Tochter und zwei Söhnen, die 1927, 1930 und 1936 geboren wurden.

## Auszeichnungen
- Ehrenpräsident (1969), Ehrenringträger und Ehrenmitglied des SC Austria Lustenau
- Julius-Raab-Ehrenmedaille
- Ehrenmitglied der Turnerschaft Lustenau
- Ehrenmitglied der Freiwilligen Feuerwehr Lustenau